# Atractodes holmgreni
Atractodes holmgreni là một loài tò vò trong họ Ichneumonidae.